# Бенгальский лори
Бенгальский лори (лат. Nycticebus bengalensis) — вид приматов из рода толстых лори, встречающийся на индийском субконтиненте и в Индокитае. Ареал этого вида обширнее, чем ареал любого другого толстого лори. До 2001 года считался подвидом медленного лори (Nycticebus coucang), проведённые филогенетические исследования подтвердили близость этих двух приматов, однако некоторые особи имеют последовательности митохондриальной ДНК, повторяющие последовательности других видов, что является следствием интрогрессивной гибридизации. Это крупнейший из толстых лори, длина его тела составляет от 26 до 38 см, масса от 1 до 2,1 кг. Как и у других представителей рода, у него влажный нос, плоское лицо, крупные глаза, небольшие уши, рудиментарный хвост и густая шерсть.
Бенгальские лори ночные древесные животные, обитающие как в вечнозелёных, так и листопадных лесах. Предпочитают дождевые леса с густыми кронами. Являются распространителями семян и источником пищи для многих видов хищников. В рационе фрукты, насекомые, древесные соки, улитки, небольшие позвоночные. В зимнее время древесные соки занимают большую часть рациона. Образуют небольшие семейные группы, защищающие свою территорию. Самки приносят единственного детёныша раз в 12—18 месяцев. Половой зрелости достигают в возрасте 20 месяцев, продолжительность жизни составляет до 20 лет. Международный союз охраны природы присвоил виду охранный статус «Вымирающий»

## Классификация

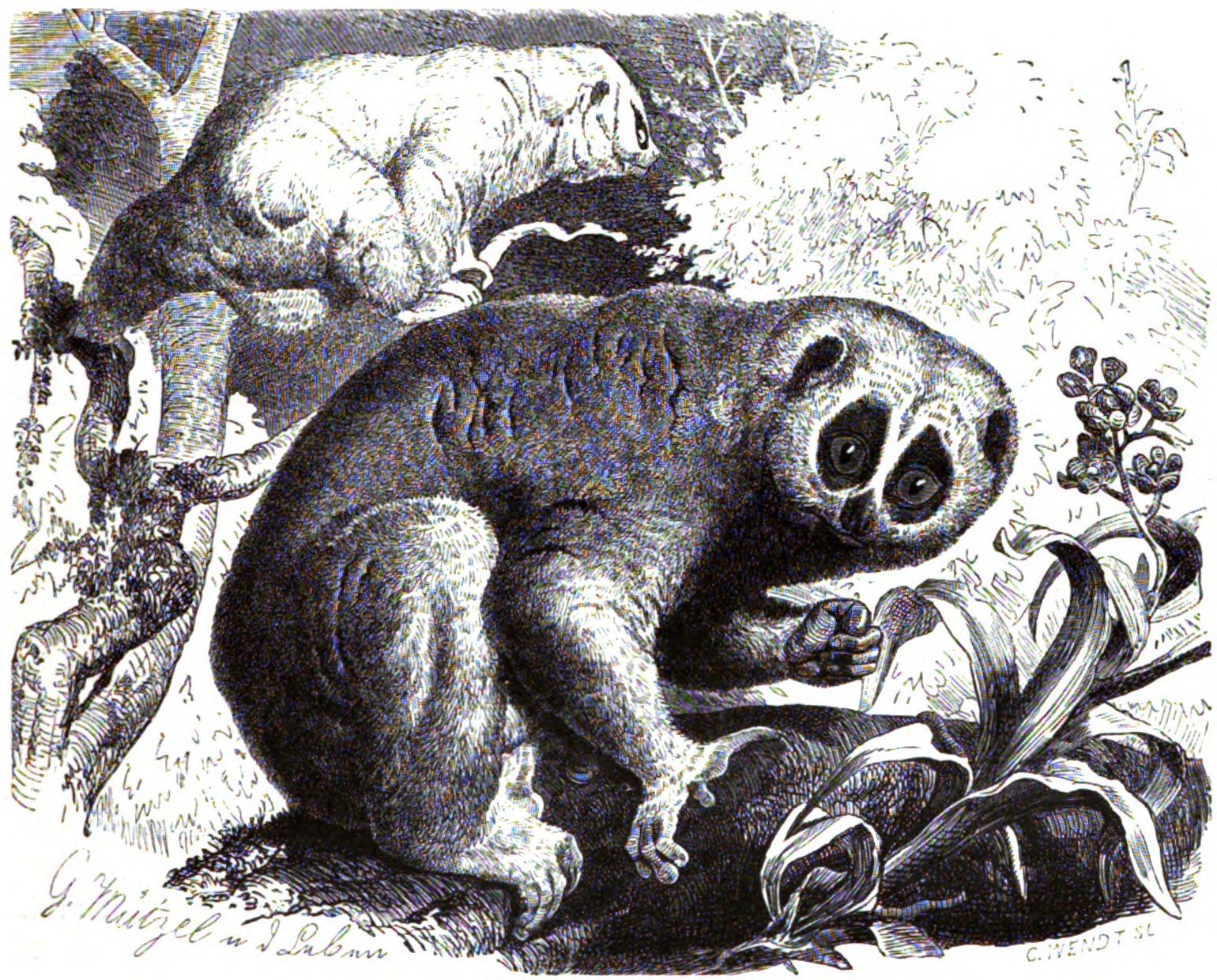
Рисунок 1890 года, изображающий бенгальского лори на ветке

Ранее бенгальский лори считался подвидом медленного лори (Nycticebus coucang), в 2001 году был поднят до ранга вида приматологом Колином Грувзом. Все виды толстых лори внешне очень похожи, поэтому для их классификации были проведены исследования митохондриальной ДНК. Хотя видовой статус всех разновидностей толстых лори (включая Nycticebus pygmaeus, Nycticebus menagensis и Nycticebus javanicus) был подтверждён, некоторые особи Nycticebus coucang и Nycticebus bengalensis продемонстрировали более близкое генетическое родство друг с другом, чем с представителями своего вида. Считается, что это произошло вследствие интрогрессивной гибридизации, поскольку эти особи происходят из районов южного Таиланда, где наблюдается симпатрия между двумя видами. Эта гипотеза была подтверждена исследованиями 2007 года, когда по результатам сравнения митохондриальной ДНК Nycticebus bengalensis и Nycticebus coucang был сделан вывод о существовании потока генов между двумя видами.

## Описание

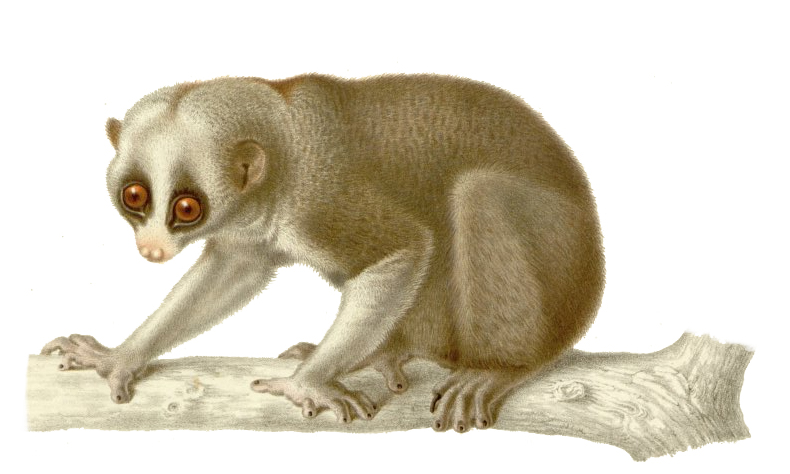
У бенгальского лори большие глаза, круглая голова и короткие уши

Бенгальские лори самые крупные представители толстых лори, их масса составляет от 1 до 2,1 кг, длина тела от 26 до 38 см. Длина черепа около 62 мм. Шерсть густая, коричневато-серая на спине и белая на нижней поверхности тела. На голове тёмная полоса, достигающая макушки, но не спускающаяся к ушам. Передние конечности почти белые. Задние конечности могут быть различной расцветки от коричневого до почти белого, ступни всегда белые. В зависимости от линьки цвет шерсти на спине различается в зависимости от сезона. Хвост рудиментарный, как и у других толстых лори. Голова круглая, уши короткие. Имеется ринариум (влажная безволосая область вокруг ноздрей), лицо широкое, плоское, с большими глазами. В отражённом свете глаза оранжевые из-за тапетума. На передних конечностях второй палец меньше остальных, большой палец на задних конечностях отстоящий, что улучшает хват. Второй палец на задних конечностях снабжён когтем, используемым для груминга, остальные пальцы имеют плоские ногти.
Симпатричный вид Nycticebus coucang меньше в размерах и отличается расцветкой: на голове, плечах и загривке нет светлых участков, цвет шерсти рыжевато-коричневый или золотисто-коричневый. Nycticebus pygmaeus значительно меньше бенгальских лори, их череп составляет в среднем 55 мм в длину. Кроме того, у них нет на спине тёмной полосы, их уши длиннее, а расцветка более тёмная.
На внутренней стороне локтевого сгиба имеется небольшая припухлость, содержащая специальную железу, вырабатывающую маслянистый секрет. Секрет слизывается животным и, смешиваясь со слюной, становится ядовитым. Химический анализ секрета показал, что почти половина из нескольких десятков летучих или полулетучих компонентов отсутствует у родственного карликового лори. В составе секрета много м-крезола. Авторы исследования утверждают, что химический состав выделений играет роль в коммуникации между приматами, позволяя передавать информацию о поле, возрасте и состоянии здоровья особи.

## Поведение
Селятся в тропическом и субтропическом поясе в вечнозелёных и листопадных дождевых лесах. Также встречаются в бамбуковых рощах. Предпочитают леса с высокими деревьями и густыми кронами. Бенгальские лори являются разносчиками семян и источником пищи для нескольких видов хищников. В рационе достаточно много древесных соков, в основном от деревьев из семейства Fabaceae. Несмотря на то, что ногти не заострённые, эти животные могут расцарапывать кору деревьев в поисках съедобных соков. Соки составляют практически весь рацион в зимнее время, в основном от вида Terminalia belerica, а также от растений из семейств Moraceae (Artocarpus), Magnoliaceae (Manglietia), Fabaceae (Acacia, Bauhinia), Lecythidaceae (Careya arborea) и Sterculiaceae (Pterospermum). Также в рационе фрукты, некоторую долю занимают насекомые, улитки, мелкие птицы и рептилии, а также лианы рода Bauhinia.
Ночные животные с хорошо развитым ночным зрением. В течение дня спит свернувшись в клубок в густых зарослях или дуплах деревьев. Образуют небольшие семейные группы. Как самцы, так и самки помечают свою территорию мочой. Практикуют груминг.
В отличие от карликовых лори, бенгальские лори не имеют выраженного сезона размножения. Во время течки самки привлекают внимание самцов при помощи громких свистящих звуков. Потомство приносят каждые 12 — 18 месяцев, беременность длится около 6 месяцев. В помёте обычно один детёныш, иногда случаются двойни. Это является отличием от симпатричного вида карликовых лори, у которых обычно рождаются двойни. Детёныши цепляются за мать до трёх месяцев. Половая зрелость наступает примерно в возрасте 20 месяцев. Продолжительность жизни до 20 лет.

## Распространение
Ареал бенгальских лори самый обширный из всех видов толстых лори. Они встречаются в северо-восточной Индии, Бангладеш и Индокитае (Камбоджа, Лаос, Бирма, Вьетнам, южный Китай и Таиланд). Бенгальские лори — единственные ночные приматы, встречающиеся на северо-востоке Индии, в штатах Ассам, Аруначал-Прадеш, Мизорам, Нагаленд, Мегхалая, Манипур и Трипура. В Китае встречаются в провинциях Юньнань и юго-западном Гуаньси. Во Вьетнаме живут в 24 природоохранных зонах, распространены практически по всему Таиланду. В Бирме встречаются в Бамо, Сумпрабуме, Киндате, Чинских горах, Пантейне, Тхаунгдаунге и Баго; в Лаосе населяют северную, центральную и южную части страны.
В Китае, Вьетнаме и Лаосе симпатричный вид карликовый лори. На юге Таиланда симпатричный вид Nycticebus coucang. В 2001 году были получены доказательства существования в дикой природе гибридов между этими двумя видами.

## Статус популяции
В 2006 году Международный союз охраны природы присвоил виду охранный статус «Недостаточно данных», а уже в 2008 году статус был уточнён до «Уязвимый» ввиду разрушения среды обитания. В 2020 году вид получил охранный статус «Вымирающий», поскольку за последние три поколения (около 24 лет) его популяция сократилась примерно на 50%. Ареал охватывает несколько природоохранный зон, так в Индии бенгальские лори встречаются в 43 охраняемых зонах, в Лаосе — в 14, во Вьетнаме — в 24. 80 % ареала в Китае охраняется законом. Главная угроза виду — браконьерство и нелегальная торговля экзотическими животными. Местное население использует лори в народной медицине. Считается, что численность популяции сокращается во многих районах обитания. Так, в Бангладеш осталось лишь 9 % пригодной для проживания толстых лори территории (оценка 2000 года). Только за 1999 и 2000 годы в Мьянме и Таиланде эта площадь сократилась на 14 % и 26 % соответственно. Плотность популяции по разным оценкам от 0,03 до 0,33 особи на км2 в Ассаме.